# Kai M. Siegbahn
Kai Manne Börje Siegbahn (ur. 20 kwietnia 1918 w Lund, zm. 20 lipca 2007 w Ängelholm) – szwedzki fizyk. Laureat Nagrody Nobla z fizyki w roku 1981 za wkład w rozwój spektroskopii elektronowej, w szczególności za spektroskopową analizę wpływu promieniowania elektromagnetycznego na materię.
Opracowana przez niego technika spektroskopii elektronowej dla analizy chemicznej (ang. Electron Spectroscopy for Chemical Analysis) znalazła zastosowanie w badaniu zanieczyszczonego powietrza i katalizatorów w procesie rafinacji. Nagrodę razem z nim otrzymali Nicolaas Bloembergen i Arthur Leonard Schawlow.

## Życiorys
W latach 1951–1954 był profesorem Królewskiego Instytutu Technologicznego w Sztokholmie, następnie profesorem i szefem departamentu fizyki na Uniwersytecie w Uppsali. Był członkiem wielu organizacji naukowych, otrzymał też wiele nagród. Był synem Manne Siegbahna, laureata Nagrody Nobla z fizyki w roku 1924.